# بروس لانغ
بروس لانغ (بالإنجليزية: Bruce Lang)‏ هو لاعب كرة قدم أسترالية أسترالي، ولد في 10 أبريل 1889 في Malvern, Victoria ‏ في أستراليا، وتوفي في 22 يوليو 1974 في نيوساوث ويلز في أستراليا.

## وصلات خارجية
- بروس لانغ على موقع AustralianFootball.com (الإنجليزية)
- بروس لانغ على موقع AFLtables.com (الإنجليزية)